# Лесные братья
Лесны́е бра́тья (латыш. mežabrāļi, лит. miško broliai, laisvės kovotojai, partizanai, эст. metsavennad) — неофициальное наименование вооружённых национально-освободительных формирований, действовавших в 1940-е—1950-е годы на территории прибалтийских республик (Литвы, Латвии и Эстонии), а также в западных районах Псковской области РСФСР (переданных в 1944—1945 годах в РСФСР из состава Эстонии и Латвии), целью которых была борьба с советской властью и восстановление независимости прибалтийских стран. Наибольший подъём этого движения наблюдался в Литве в 1944—1947 годах.
В обиходной речи к «лесным братьям» иногда неточно относят все антисоветские вооружённые формирования, действовавшие в западных регионах СССР (включая Западную Украину и Западную Белоруссию).
В Литве термин «лесные братья» никогда не использовался ни местными жителями, ни самими участниками основанного в июне 1946 года Общего демократического движения сопротивления (с февраля 1949 года — Движения борьбы за свободу Литвы; себя они официально именовали «партизанами», «воинами свободы», «партизанами-воинами свободы» — лит. partizanai-laisvės kovotojai). При этом неофициально использовались термины «лесные» (лит. miškiniai) и «зелёные» (лит. žaliukai). Термин «лесные братья» по отношению к литовским формированиям утвердился в послевоенной советской литературе и кинофильмах (скорее всего, по аналогии с подобными латвийскими и эстонскими формированиями).

## Предыстория
Борьба с советской властью в Прибалтике началась практически сразу после присоединения балтийских стран к СССР, которое сторонниками независимости рассматривалось как советская оккупация.
Накануне Второй мировой войны прибалтийские страны являлись международно-признанными (в том числе и Советским Союзом) независимыми государствами. В августе 1939 года между гитлеровской Германией и Советским Союзом был подписан пакт Молотова — Риббентропа, с секретным приложением по перекройке границ в Европе, по которому прибалтийские страны попадали в сферу интересов СССР, а Германия обязалась не препятствовать этому. Через несколько месяцев СССР принялся реализовывать план путём установления марионеточных правительств. Со стороны СССР были выставлены ультиматумы прибалтийским странам с требованием допустить пребывание на их территориях неограниченного контингента советских войск и сформировать просоветское правительство, в противном случае будут введены войска. Всё это сопровождалось устранением лиц, неугодных советскому руководству, арестами влиятельных прибалтийских политических деятелей и депортацией части прибалтийского населения.
За неделю до начала войны в прибалтийских государствах была проведена массовая депортация местных жителей в отдалённые районы СССР. В ночь на 14 июня 1941 года было выселено из Литвы более 34 тысяч человек, из Латвии — более 15 тысяч и из Эстонии — более 10 тысяч. До этого, сразу же после аннексии, было арестовано политическое и военное руководство разных уровней советскими органами присоединённых к СССР прибалтийских государств. Спастись сумели немногие — большинство погибло в советских тюрьмах и лагерях.
В июле 1940 года лидерам литовского сопротивления удалось организовать бойкот выборов в Народный сейм, который требовал провести СССР, что продемонстрировало наличие сильных антисоветских настроений в обществе. Несмотря на это, было выбрано новое просоветское правительство, которое проголосовало за присоединение Литвы к СССР. Сторонники независимости Литвы за неимением доступа к реальной власти уходили в вооружённое сопротивление. Под руководством выживших кадровых офицеров и политических лидеров создавались подпольные организации, преследовавшие цель сорвать советизацию республики, однако, единого политического и военного центра эти организации не имели. Существовало несколько независимых движений — каждое со своими лидерами и политическими программами.
В Литве подпольная борьба велась наиболее активно — как по географическим причинам (лесистая местность удобна для партизанских действий), так и в связи с наличием соответствующих лидеров и организаторов, в частности, большое влияние имела литовская организация «Литовский фронт активистов» под руководством бывшего полковника литовской армии Казиса Шкирпы.
Со вступлением СССР во Вторую мировую войну «лесные братья» усмотрели возможность для восстановления независимости Литвы, и движение сопротивления начало действовать в усиленном режиме. Так, уже в 6 часов утра 22 июня 1941 года по всей Литве начались вооружённые выступления.
В современной историографии прибалтийских стран говорится об освобождении «лесными братьями» ряда населённых пунктов. «Литовский фронт активистов» в первый же день войны начал заранее подготовленное восстание и ещё до прихода германских войск взял под контроль Каунас и Вильнюс. В течение всего лишь трёх дней восставшим удалось захватить власть почти на всей территории Литвы. Временное правительство, поставленное у власти восставшими, немедленно объявило о восстановлении суверенитета Литвы.
Но Германия отказывалась признавать восстановление независимости Литвы и её правительство, поэтому отношения Литвы с Германией испортились, и 5 августа 1941 года литовское правительство под нажимом немецкой военной администрации остановило свою деятельность, заявив, что снимает с себя всю ответственность за деяния германских властей на территории Литвы.

## Общая информация
В современной историографии данное движение оценивается неоднозначно. Взгляд на проблему носит остро политизированный характер. Президент Латвии Валдис Затлерс в 2009 году назвал «лесных братьев» героями и патриотами. Точного и объективного определения «лесным братьям» дать трудно хотя бы по той причине, что единого организованного движения под таким названием не существовало, а также в связи с тем, что жители вступали в эти формирования по самым различным причинам (борьба против Советской власти, уклонение от призыва в армию, сотрудничество во время войны с нацистскими оккупантами, сопротивление коллективизации). В описываемый период в Прибалтике действовало большое количество неправительственных вооружённых групп.
Если рассматривать только те вооружённые формирования, которые боролись за независимость от СССР, то можно выделить некоторые общие черты, характерные для «лесных братьев»:
- отсутствие единого центра (исключение — Литва),
- высокая самостоятельность (вплоть до самоизоляции) каждого отряда,
- отсутствие чётких географических «очагов» вооружённой борьбы,
- жестокость в борьбе с несогласными.

Как и большинство аналогичных движений, «лесные братья» сочетали методы партизанской войны c террором против тех, кого причисляли к «предателям» и коллаборационистам (особенно чётко это проявилось в 1944−1947 годах). Так, в течение 1944−1958 годов от рук «лесных братьев» в Литве погибло более 25 тысяч человек, из них около 23 тысяч — литовцы. Для сравнения: общие потери НКВД за весь послевоенный период составили около 8 тысяч человек (из них 4 тысячи — на Западной Украине).
В январе 1946 года по всей Прибалтике действовали 419 националистических антисоветских отрядов и групп общей численностью около 65 000 человек. Наибольшее их количество было в Литве: 300 отрядов и групп общей численностью около 30 000 человек; в Латвии — 64 отряда и группы общей численностью около 20 000 человек, в Эстонии — 55 отрядов и групп численностью около 15 000 человек.
Участников антисоветского сопротивления можно разделить на три категории:
1. боевики — активные участники вооружённой борьбы, непосредственно находящиеся в отряде;
2. резерв — потенциальные боевики, не присоединившиеся к отряду; их призывали в ряды боевиков для восполнения потерь либо для проведения крупномасштабных акций;
3. сочувствующие (самая многочисленная категория) — лица, не принимавшие непосредственного участия в вооружённой борьбе, но готовые помогать «лесным братьям» в разной форме: предоставлять продукты, транспорт, жильё, деньги, укрывать от властей, снабжать информацией и т. д.

Деятельность антисоветских вооружённых формирований в Прибалтике можно разделить на следующие этапы:
- 1944—1947 гг. — этап наиболее активной вооружённой борьбы с советской властью — «открытая фаза»;
- 1947—1952 гг. — этап активной вооружённой борьбы — «партизанская фаза»;
- 1952—1959 гг. — этап угасания вооружённой борьбы.
- 1960—1978 гг. — этап гибели в боях последних партизан, не сложивших оружие и продолжавших вооружённую борьбу.

## Период 1944—1947 годов

Знак литовских партизан

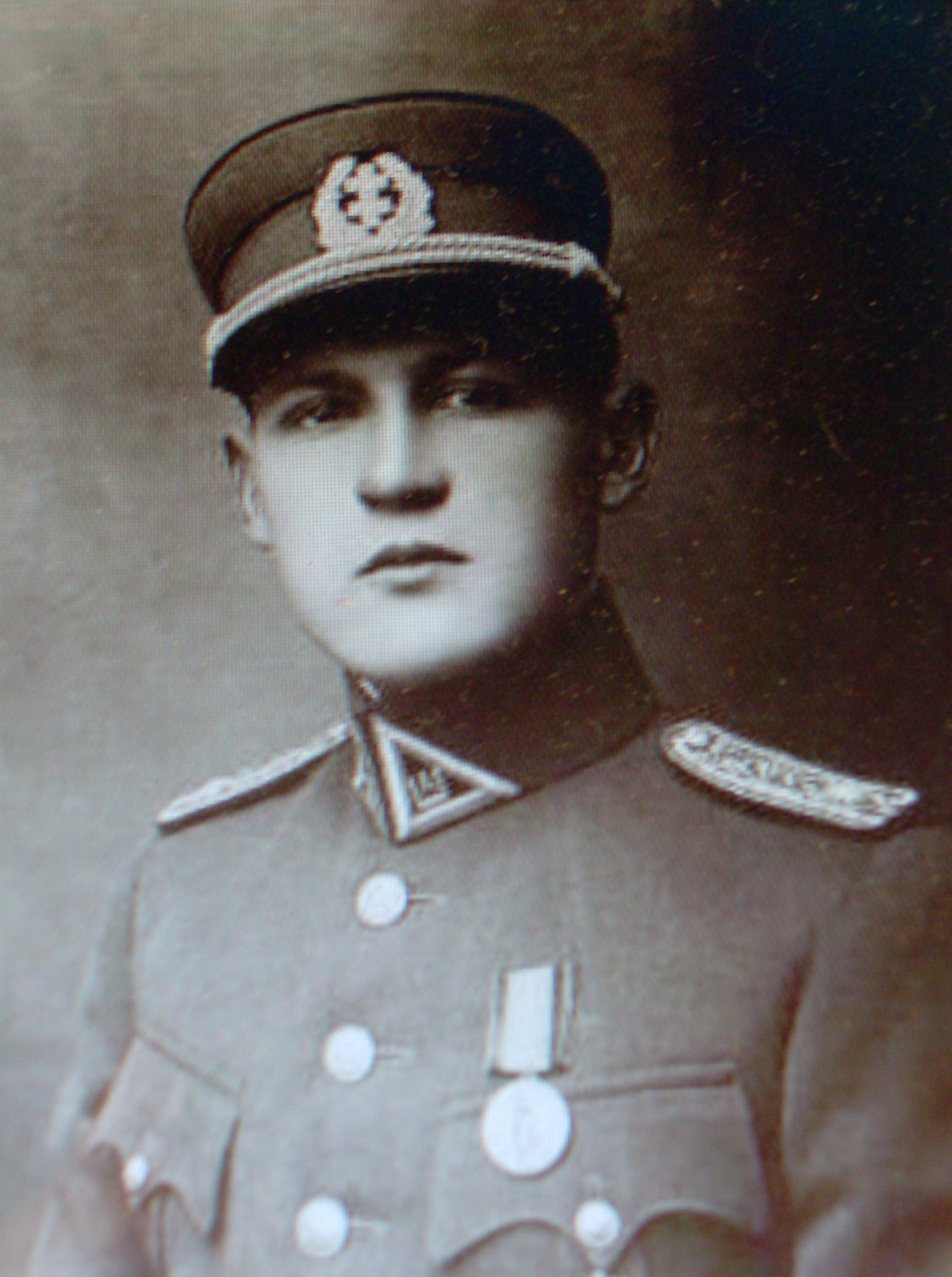
Главнокомандующий литовского партизанского движения Йонас Жемайтис (Витаутас)

В период немецкой оккупации среди местного населения произошёл раскол. Многие из тех, кто участвовал в борьбе с советской властью, продолжили войну на стороне Германии. Однако большинство жителей Литвы, Латвии и Эстонии не оказывали активного содействия германским властям. Это было, в том числе, связано с тем, что Гитлер объявил о своих намерениях не предоставлять прибалтийским республикам самостоятельности: они должны были стать новыми территориями Рейха.
Не добавило популярности немцам в Литве и то, что, согласно нацистской теории, литовцы (в отличие от эстонцев и латышей) являлись неполноценным, неарийским народом (им «в вину» ставилась близость с поляками). Кроме того, имело значение и то, что литовцы, в отличие от лютеран эстонцев, латышей и половины немцев, являются католиками. Ответом на политику рейха стало массовое уклонение литовцев от службы в немецкой армии. Вместе с тем германское командование неохотно шло на создание национальных вооружённых формирований, предпочитая призывать прибалтов в немецкую армию.
После того, как Германия отказалась признать восстановленную независимость Литвы и её Временное правительство, литовские военные части (свыше 100 000 солдат и офицеров) объявили о самороспуске и отказались вступать в германскую армию. В этом вопросе литовцы отличались от эстонцев и латышей, которые вступали и в войска СС, и в германскую армию.

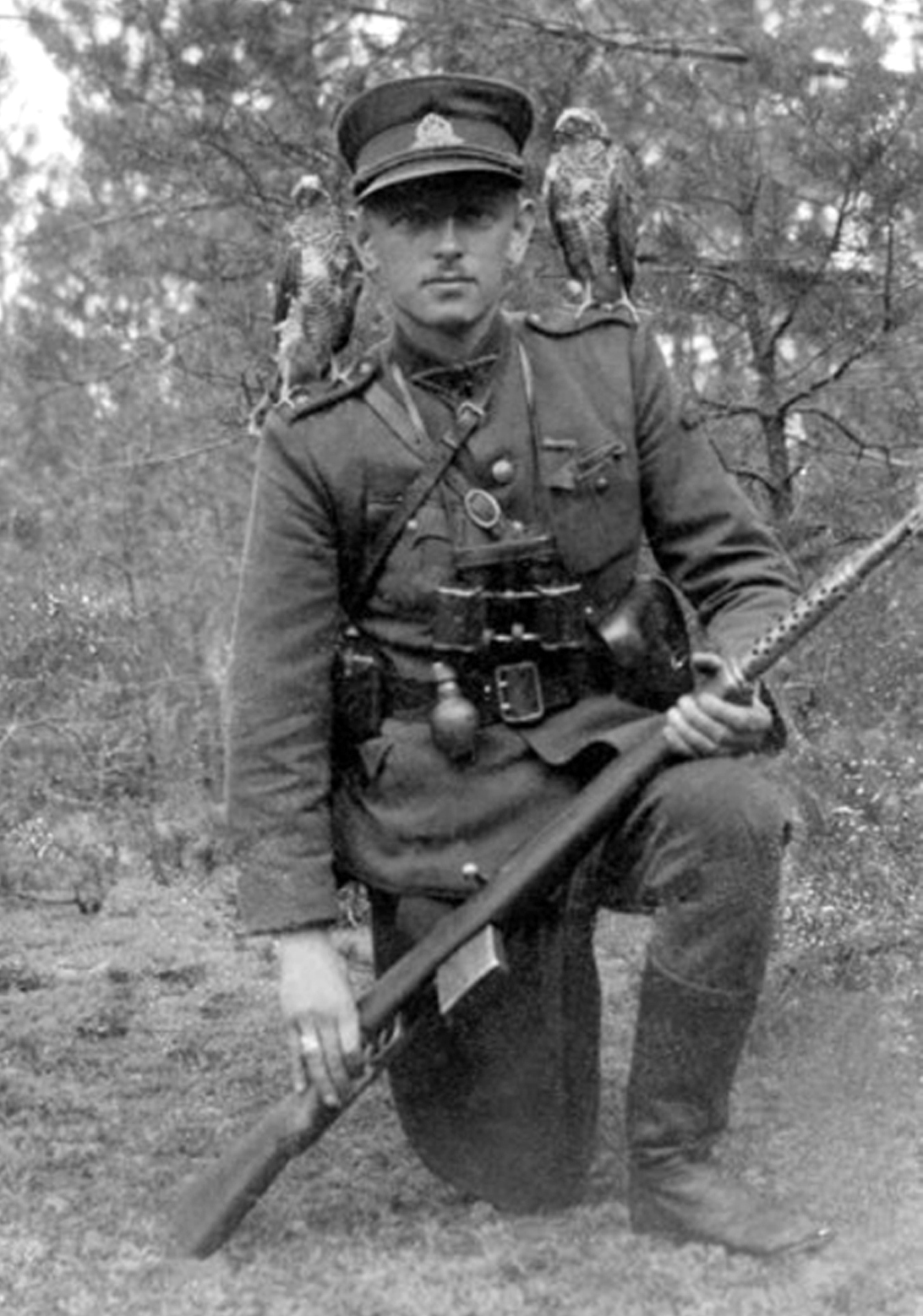
Начальник одного из штабов литовского партизанского движения Адольфас Раманаускас (Ванагас) с СВТ-40

В 1944—1945 годах советские войска вернули себе контроль над Прибалтикой. На территории Литвы, Латвии и Эстонии (иногда — стихийно, иногда — организованно) возникали вооружённые формирования, оказывавшие сопротивление Красной Армии и органам советской власти. Наиболее сильным вооружённым формированием стала Армия Свободы Литвы (LLA), основанная в декабре 1941 года.
Период 1944—1947 годов характерен тем, что действия литовских партизан носили в основном характер открытой вооружённой борьбы. Было даже создано офицерское училище, преподавателями которого были офицеры, преимущественно служившие ранее в литовской довоенной армии.
Некоторые страны Запада негативно отнеслись к аннексии Советским Союзом прибалтийских стран в 1940 году, а США вообще не признали этот акт. Лидеры сопротивления ожидали, что под давлением Запада Советский Союз выведет свои войска из Прибалтики и вернёт независимость Литве, Латвии и Эстонии. В таком свете, лидерам сопротивления было выгодно вести открытую вооружённую борьбу, которая бы продемонстрировала всему миру стремление балтийских народов к независимости.
Соответственно, главной своей целью «лесные братья» ставили разрушение инфраструктуры советской власти. В частности — недопущение организации колхозов. Уничтожались партийные и советские работники, активисты и сторонники советской власти из числа мирных жителей. Совершались теракты на транспорте и производстве. Были нападения на небольшие гарнизоны советских войск.
Но первые успехи в открытой вооружённой борьбе сыграли против самих повстанцев: при проведении масштабных операций они несли всё более и более тяжёлые потери. Ведение открытых боевых действий против противника, превосходящего их по численности и вооружению, было бесперспективным. Тем не менее, партизаны упорно придерживалось такой тактики в течение нескольких лет.
В 1947 году НКВД и Советская Армия провели ряд успешных операций против «лесных братьев». В частности, было обнаружено расположение офицерского училища. После 1947 года ни одно из антисоветских вооружённых формирований в Прибалтике не пыталось действовать в открытую и создавать многочисленные отряды. Напротив, «лесные братья» перешли к чисто партизанской тактике.
В 1946 году в Прибалтике была проведена кампания по «легализации» лесных братьев: тем, кто сдался советским властям (в том числе сдал оружие) было обещано прощение. «Легализацией» воспользовались тысячи лесных братьев. За 1946 год число «легализовавшихся» в Литве составило 656 человек, в Латвии — 2632 человека и в Эстонии — 1623 человека. В 1946 году массовое движение «лесных братьев» в Латвии и Эстонии было в основном ликвидировано. На 1 января 1947 года в Эстонии численность войск МВД по борьбе с бандитизмом составляла 1725 человек, в Литве — 12 571 человек). На прекращение массового антисоветского вооружённого движения в Латвии и Эстонии указывает также число жертв нападений лесных братьев.
В 1946 году в результате «бандпроявлений» погибли с советской стороны:
- В Литве — 2731 человек;
- В Латвии — 77 человек;
- В Эстонии — 214 человек.

Доктор исторических наук Елена Зубкова пришла к выводу, что в 1945—1946 годах «организованные силы вооружённого сопротивления в Латвии и Эстонии оказались разгромленными».
Борьба с «лесными братьями» на данном этапе велась органами и войсками НКВД, для зачисток наиболее обширных территорий привлекалась армия. При обнаружении отряда «лесных братьев» войска старались оцепить данный район и окружить противника. Партизанам предлагалось добровольно сложить оружие перед началом операций. Также на данном этапе налаживалась агентурная работа; велась пропаганда среди местного населения с целью снижения антисоветских настроений; выявлялись участники местного сопротивления, готовые сотрудничать с властями.

## Период 1947—1950
Период 1947−1950 годов характерен тем, что «лесные братья» тогда действовали куда более пассивно, чем в 1944−1946 годах, и в основном в составе небольших боевых подразделений. Так, типичный взвод литовских партизан состоял из 5−10 человек. Большинство налётов совершалось группами по 2−3 человека. От нападений на части войск МГБ и охраняемые объекты пришлось отказаться, зато увеличилась активность по уничтожению лиц, помогающих советской власти. Фактически террор был направлен на всех, кто её представлял. В «расстрельные списки» вносились милиционеры, советские, партийные, иногда также хозяйственные работники.
Действия партизан мелкими группами и разветвлённая сеть их «схронов» делали борьбу органов МГБ с «лесными братьями» чрезвычайно сложной. В случае прямого столкновения у роты или взвода литовских партизан шансов почти не было, однако обнаружить мелкое «бандитское» подразделение было весьма сложно. После очередного нападения небольшая группа партизан обычно ещё до прибытия подразделений МГБ отходила к месту своей дислокации, и даже в случае неудачи гибель нескольких или свыше десятка бойцов мало сказывалась на общей обстановке в регионе.
Весомый удар по вооружённому подполью в Литве был нанесён в 1949 году, когда посредством особенно массовой мартовской депортации из Литвы кулаков фактически была выбита социальная основа партизанского движения. Депортация нанесла решающий удар по подполью во всех трёх республиках. Доктор исторических наук Елена Зубкова отметила, что эта депортация стала переломом в борьбе с антисоветским вооружённым подпольем, так как ликвидировала его социальную базу, и с 1949 года в Прибалтике фактически исчезло повстанческое движение.
После 1949 года литовское партизанское движение пошло на спад.
В 1949 году ЦРУ совместно с британской и шведской разведкой начало операцию REDSOX — организованную засылку не менее 85 шпионов в западные районы СССР с целью помощи антисоветскому подполью и сбора шпионской информации. Из засланных шпионов в США вернулись трое, причём одного из них американцы держали под подозрением как двойного агента. Остальные были перевербованы, раскрыты или погибли. В результате противодействия КГБ Латвийской ССР и КГБ других прибалтийских республик в распоряжение США попало большое количество недостоверной и сфальсифицированной информации, которую ЦРУ так и не смогло распознать. Операция была прекращена в 1954 году.
Некоторое снижение поддержки литовских партизан в обществе, наметившееся к началу 1950-х годов, шло параллельно с ростом «разъяснительной работы» среди мирного населения со стороны МГБ. К 1950 году МГБ Литовской ССР «кнутом и пряником» создало разветвлённую сеть платных и сочувствующих советской власти осведомителей. В голодной и разорённой войной и террором деревне многие начинали добровольно сотрудничать с МГБ. Такая тактика широкого внедрения агентуры в питательную среду партизанского движения не могла не дать результатов.
Около 1950 года, после нескольких операций по массовому выселению из Литвы ряда категорий граждан (см. операция «Весна»), организованное движение литовских «лесных братьев» заметно ослабло. В лесах остались только мелкие группы вооружённых партизан.

## Период 1950—1957 годов
После массовых депортаций практически всего «социально чуждого» и «националистически настроенного» местного населения, в период 1950—1957 годов советские спецслужбы перешли к новой стратегии «борьбы с бандитизмом». Работа по ликвидации «остатков вооружённого националистического подполья» в это время велась в основном местными органами МГБ−КГБ и внутренних дел (после 1952 года — уже без участия войск МГБ−частей внутренней охраны МГБ), используя предельно широкую сеть информаторов и агентов, завербованных зачастую из родственников партизан или самих захваченных в плен партизан. «Лесных братьев» старались изолировать от населённых пунктов и коммуникаций, велась «разъяснительная работа» с местным населением.
С восстановлением разрушенной войной хозяйственной инфраструктуры и прекращением обозначенных выше депортаций, а также после проведения в 1948−1950 годах кампании по насильственной коллективизации сельского хозяйства трёх республик, «лесные братья» начали терять поддержку среди местного населения. Отчасти это было вызвано необоснованной жестокостью, которую часть «зелёных» проявляла к тем, кто пошёл на сотрудничество с советской властью. Испытывая дефицит во всех видах снабжения, «лесные братья» грабили магазины, колхозные склады, почтовые отделения. Литовские партизаны порой казнили не только бойцов «отрядов защиты народа», членов так называемого «совпартактива», секретных сотрудников органов МГБ−КГБ, милиционеров, коммунистов, комсомольцев, председателей колхозов, русских новосёлов и просоветски настроенных учителей, но и членов их семей. Известно о смерти более 1000 детей, вызванной как расстрелами, так и поджогами домов вместе с их обитателями.
В 1952 году командир партизан Области Южной Литвы Адольфас Раманаускас-Ванагас издал приказ о прекращении активных вооружённых операций как основного вида борьбы и переходе к невооружённой подпольной деятельности. Амнистия 1953 года стала последней точкой в литовском антисоветском вооружённом сопротивлении. Однако, немногочисленные группы литовских партизан в некоторых местах продержались до 1958—1959 годов, а несколько последних вооружённых партизан продолжали скрываться до середины и конца 1960-х годов.
Имеются данные об активном содействии деятельности «лесных братьев» со стороны спецслужб Великобритании, США и даже Швеции. По свидетельству генерала КГБ Ф. Д. Бобкова, в 1954 году «в последний раз в ходе оперативной игры к берегам Литвы пристал быстроходный катер, направленный английской разведкой с грузом для отрядов так называемых „лесных братьев“. Оружие, деньги, снаряжение оказались в руках оперативных работников».
В Литовской ССР последним антисоветским партизаном («бандитом») считался бывший боец отряда «Лютас» округа «Витаутас» Антанас Крауялис, погибший во время проведённой органами КГБ облавы в марте 1965 года в Северо-восточной Литве.
После 1957 года любые упоминания о «лесных братьях» в советской публичной документации на некоторое время были запрещены.

## Лесные братья по странам

### Литва (1941—1955)

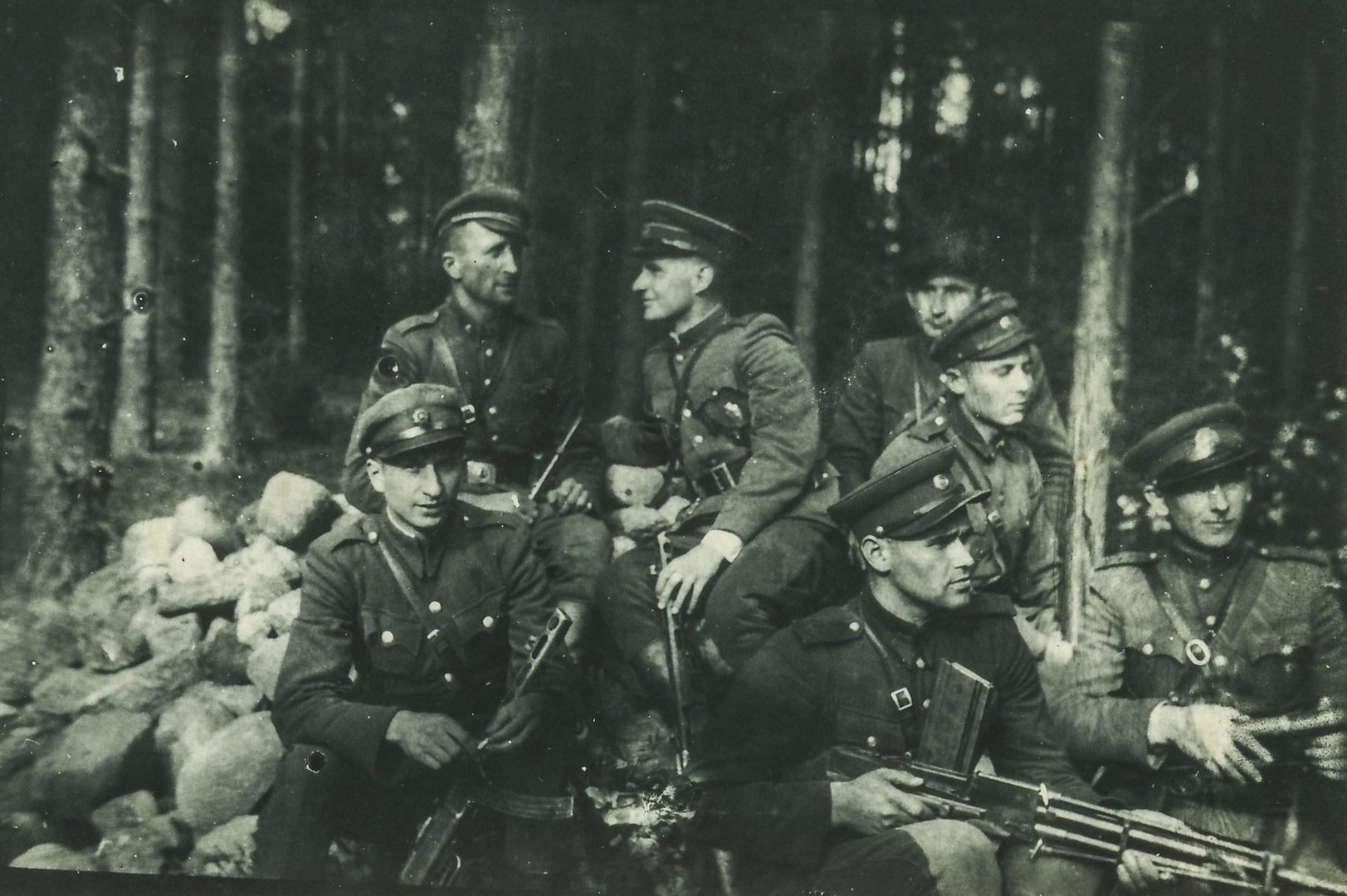
Литовские «лесные братья» в окрестностях Игналины, 1949 год

Литва была самым активным регионом, где оперировало антисоветское движение сопротивления. Уже в декабре 1941 года была сформирована подпольная Литовская освободительная армия (Lietuvos laisvės armija) под командованием бывшего курсанта военного училища Казиса Веверскиса (Kazys Veverskis), которая поставила своей задачей укрепление своей организации и накопление сил для борьбы за государственную независимость Литвы.
Главным врагом считался СССР. Германия же рассматривалась как сторона, с которой возможно договариваться и идти на компромиссы. В течение 1942—1944 годов отряды Литовской освободительной армии практически не вступали в вооружённое противодействие с вермахтом, а основными их противниками были советское и польское сопротивление, в частности Армия Крайова.
С весны 1944 года в связи с приближением Красной армии к границам Литвы руководство Литовской освободительной армии пошло на соглашение с руководством вермахта и СС в плане помощи последних в подготовке солдат и офицеров Армии к ведению диверсионной и партизанской войны. В диверсионные школы германской разведки в Восточной Пруссии было направлено свыше 300 человек.
Летом 1944 года Литовская освободительная армия (20 000 человек) приняла участие в боях против Красной армии. С августа 1944 года в Литве специально для борьбы с литовским партизанским движением была расквартирована 4-я стрелковая дивизия внутренних войск НКВД под командованием генерал-майора Павла Михайловича Ветрова. Ей содействовали 94-й, 95-й, 97-й и 23-й пограничные полки.
К осени 1944 года из Восточной Пруссии в Литву были заброшены 20 боевых групп общей численностью 150 человек. Они должны были стать основой для формирования более крупных боевых отрядов Литовской освободительной армии.
К 22 октября 1944 года Красная армия полностью заняла территорию Литовской ССР, и Литовская освободительная армия перешла к партизанским формам ведения боевых действий. Основными противниками были определены: Красная армия, НКВД, местная советская администрация, активисты-общественники и «сочувствующие».
За лето—осень 1944 года к бойцам Литовской освободительной армии присоединились бывшие полицейские из литовских батальонов Schutzmannschaft, бывшие служащие-литовцы органов германской оккупационной власти и литовского самоуправления, а также антисоветски и националистически настроенные представители различных социальных слоев Литвы, прежде всего — крестьянства. Все партизанские группы данного направления получили название «лесных братьев» (miško broliai). Сами себя литовские антисоветские партизаны называли «ястребами» (vanagai). Большинство бойцов носили форму литовской армии, сочетая её с формой вермахта, СС или гражданской одеждой. Вооружены они были германскими и советскими образцами стрелкового оружия, иногда даже применяя лёгкую артиллерию и миномёты.
Официально в историографии Литвы и западных стран деятели движения литовских «лесных братьев» значатся как «Литовские партизаны» (лит. Lietuvos partizanai). По архивным данным, всего в литовском партизанском сопротивлении советскому строю за годы послевоенной партизанской войны в 1944—1969 годах в Литве участвовало около 100 тысяч человек.
Осенью 1944 года «лесные братья» насчитывали 12 000 человек. С декабря 1944 года в Литве действия «лесных братьев» активизировались: были предприняты атаки на гарнизоны, колонны военной техники, произведены подрывы военных эшелонов и так далее, всего — 631 акция. В том же месяце для борьбы с литовским партизанским движением был сформирован руководящий главный штаб во главе с начальником Внутренних войск НКВД Прибалтийского военного округа генерал-майором Андреем Сидоровичем Головко, который координировал деятельность по этим вопросам с командованием соединений и частей Советской Армии, дислоцировавшихся на территории Литвы.
«Лесных братьев» активно поддержало католическое духовенство Литвы. В ряде мест оно становилось непосредственным организатором сопротивления. Во всех партизанских отрядах находились капелланы.
Штаб НКВД в Литве координировал свою деятельность с командованием тыловых соединений и частей Красной Армии, дислоцировавшихся в республике. Вся территория Литовской ССР была разделена на девять оперативных секторов. В целях организации и проведения совместных операций и контроля за служебно-боевой деятельностью войск были назначены старшие войсковые начальники. Непосредственными начальниками оперативных секторов являлись офицеры госбезопасности и НКВД. Главную нагрузку в ходе проведения операций против повстанцев несли Внутренние войска НКВД СССР. Части Красной Армии выполняли, как правило, вспомогательные функции, в основном привлекаяcь для блокирования районов боевых действий. Советское командование разработало тактику «Каменный казак» («Tartar-Cossak»). На практике это означало проведение контрпартизанских операций на территории всей республики. В Литву для проведения контрпартизанских операций дополнительно прибыли 113-й, 115-й и 116-й пограничные полки.
28 декабря 1944 года был убит командующий Литовской освободительной армией Казис Веверскис. Его пост занял лейтенант Адольфас Эйдимтас-Жибартас (Adolfas Eidimtas-Žybartas).
Согласно донесению от 5 января 1945 года на имя Берии, на территории Литвы было арестовано около 12,5 тысяч человек, убито более 2,5 тысяч
К февралю 1945 года в боях с частями Красной Армии и НКВД погибло 4045 «лесных братьев». В борьбе с ними советские войска потеряли убитыми 151 человек.
На апрель 1945 года в составе антисоветских литовских партизан действовало около 30 000 активных бойцов. 4 апреля 1945 г. был захвачен командующий Литовской освободительной армией Адольфас Эйдимтас-Жибартас (расстрелян 18 февраля 1946 г.).
В мае 1945 года в Литву для борьбы с «лесными братьями» были направлены 13-й, 86-й и 132-й стрелковые полки НКВД, а также 31-й, 33-й и 216-й полки НКВД по охране тыла. В июне 1945 г. подключились 12-й и 13-й пограничные полки.
За 1-й год боевых действий (1944—1945 гг.) между войсками НКВД и «лесными братьями» крупные формирования последних были истреблены (убито до 10 000 человек) или рассеяны. Последующие этапы этой войны велись мелкими партизанскими группами и были отмечены исключительно более или менее удачными диверсионными актами — подрывами, обстрелами, атаками на патрули, расправами над отдельными сторонниками Советской власти и партийно-административными работниками.

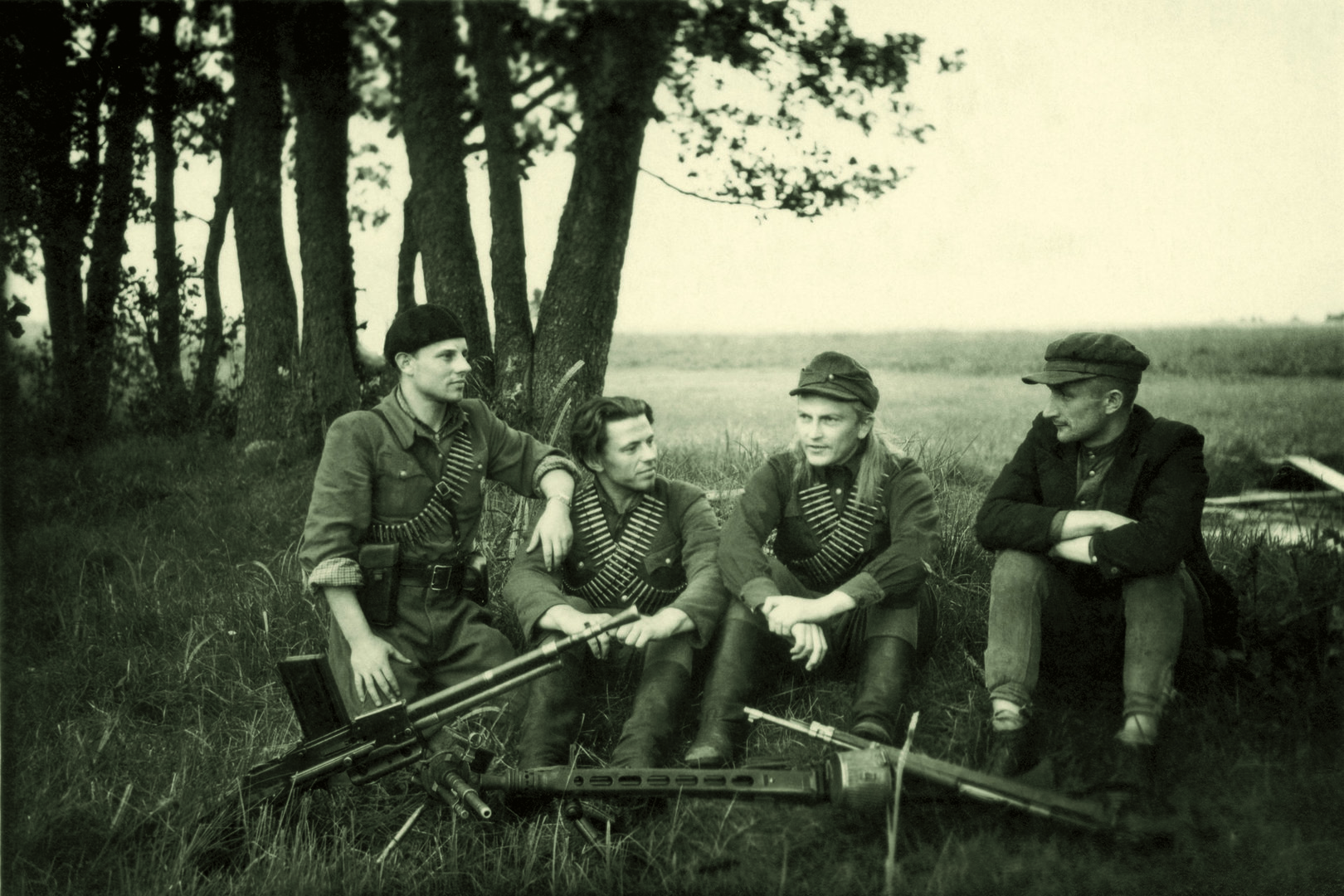
Литовские лесные братья округа Витис, 1946 г.

В 1944—1946 годах войска РККА, НКВД и МГБ, органы советской госбезопасности ликвидировали основные силы Армии Свободы Литвы, несколько крупных штабов, десятки окружных и уездных командований и отдельных формирований. Для этого временами проводились крупномасштабные войсковые операции с привлечением танков и авиации.
16 мая 1945 года в Кальнишкском лесу Алитусского уезда Симнасской волости войска НКВД, при содействии со стороны истребителей из Симнаса окружили отряд численностью около 90 «лесных братьев», которыми командовал Й. Нефалта-Лакунас. В ходе боя была уничтожена примерно половина отряда «лесных братьев», оставшиеся смогли прорваться из окружения только после наступления темноты.
Проиграв в активной войне и не дождавшись помощи от Запада, литовские партизаны перешли к партизанским методам.
2-22 февраля 1949 года командиры всех партизанских округов Литвы на своём съезде обсудили политическое и военное положение в Литве и за рубежом, и 22 февраля приняли решение переименовать свою военную организацию в «Саюдис» — Союз борцов за освобождение Литвы (или Движение борьбы за свободу Литвы, лит. Lietuvos laisvės kovos sąjūdis, LLKS)), а партизан официально назвали воинами свободы, всем были присвоены партизанские воинские звания воинов свободы.
На этом партизанском съезде высшего командования воинов свободы также была принята очень важная для будущего Литовского государства политическая Декларация Движения борьбы за свободу Литвы (12 января 1999 г. Литовский Сейм подтвердил эту Декларацию как основополагающий государственный документ Литвы), а командующему литовской партизанской армией Йонасу Жямайтису-Витаутасу присвоено воинское звание партизанского генерала воинов свободы (до этого в 1944 г. он получил звание полковника «местной обороны» и среди повстанцев был известен как опытнейший командир).
Более подробно см.:
- Организационная структура Движения борьбы за свободу Литвы (ДБСЛ)
- Партизанские округи Движения борьбы за свободу Литвы[20]

Фактический конец массовому литовскому вооружённому сопротивлению положила амнистия 1955 года, но отдельные вооружённые партизаны, которым возвращение домой грозило трибуналом, продержались вплоть до конца 1960-х г. В 1969 году погиб в бою со спецгруппой КГБ известный литовский партизан Костас Люберскис-Жвайнис (1913—1969). Ещё один партизан Стасис Гуйга — «Тарзанас» (боец отряда Григониса-Пабяржиса, дружины Тигра, округа Витаутаса), — умер от болезни в 1986 году, неподалёку от деревни Чинчикай Швенченского района. Всего в партизанском подполье он пробыл 33 года, с 1952 года.
По советским данным, «лесные братья» в Литве уничтожили более 25 тысяч человек. В основном это были литовцы, которых убили за сотрудничество (реальное или мнимое) с советской властью вместе с семьями, близкими, порой с малолетними детьми (не менее тысячи человек в возрасте до 17 лет). По словам Миндаугаса Поцюса, «Если коммунисты партизан демонизировали, то сегодня они, можно сказать, ангелизируются».
В конце 2011 года общественности Литвы была представлена «Книга памяти жертв партизанского террора» (Partizanų teroro aukų atminimo knyga). В ней представлен далеко не полный список мирных жителей страны, истреблённых участниками освободительной борьбы, «лесными братьями», партизанами в 1944—1953 годах — всего примерно 25 тысяч фамилий, включая одну тысячу детей и 50 младенцев.

#### Литовские лесные братья в Западной Белоруссии
Литовские лесные братья действовали в Гродненской, Молодечненской и Полоцкой областях Белоруссии, но успеха не добились и были в 1946—1947 годах рассеяны советскими органами НКВД. По мнению доктора исторических наук Геннадия Костырченко, местное белорусское население относилось к ним с ненавистью и помогало властям в их обезвреживании.

### Латвия (1944—1956)
Первые группировки национальных партизан появились на востоке Латвии — в Пыталовском районе (ныне в составе Псковской области России) — и состояли из русских жителей. Чтобы избежать принудительной мобилизации в наступающую Красную армию, в леса уходили молодые мужчины и из других районов Латвии.
В июле — октябре 1944 года Красная армия заняла большую часть (за исключением Курляндии) территории Латвии. В лесах начали скрываться жители республики, выступившие на стороне германских оккупационных властей: полицейские, чиновники администрации, солдаты и офицеры латышских формирований СС. В это же время германская военная разведка начала готовить агентов из латышских военнослужащих вермахта и СС (отступивших в Курляндию, Восточную Пруссию и Померанию) для ведения диверсионной и партизанской войны на территории Латвии.
8 сентября 1944 года на заседании Латвийского Центрального Совета (ЛЦС) в Риге приняли «Декларацию о восстановлении независимой Латвийской Республики». Был восстановлен демократический строй, существовавший в Латвии до переворота Улманиса, а Латвийский Центральный Совет стал временным правительством Латвийского государства. С продвижением советских войск развернулась деятельность в Курземе. Генерал Курелис возглавил военную комиссию ЛЦС и установил радиосвязь с Швецией. Он имел в подчинении 3000 воинов, часть которых тоже ушла в леса. Но самое большое пополнение движению составили бывшие легионеры Латышского легиона СС, которые продолжали сражаться и после капитуляции немцев в Курляндии. Общая численность партизан насчитывала до 40 000, ещё 80 тысяч человек активно помогали партизанам провиантом и убежищем. До 1947 года центральное командование латышского сопротивления держало штаб-квартиру на улице Матиса в Риге и издавало печатные издания.
Согласно советским данным, в период с 1944 по 1952 годы в Латвии «лесными братьями» были убиты 1562 представителя советско-партийного и комсомольского актива, 50 военнослужащих Советской армии, 64 сотрудника НКВД и НКГБ, 386 бойцов истребительных батальонов, а также члены их семей. Латышские источники увеличивают эту цифру до 3 тысяч человек.
Последняя группа латгальского сопротивления «легализовала» себя в 1957 году. Это была семья Мичули, всего пять человек. Впрочем, СМИ назвали последним латышским «лесным братом» Яниса Пинупса, который вышел из подполья только после окончания вывода российских войск из Латвии, в 1995 году. Пинупс не принимал участия в боевых действиях на стороне повстанцев, а скрывался от преследования по причине дезертирства, совершённого в 1944 году.

### Эстония (1944—1953)
Ai-tshih-ai-tshah-ai-tshah ai velled
me metsavennad oleme,
ai-tshih-ai-tshah-ai-tshah ai velled
me metsavennad eestlased.
Краткое содержание: «Там, в доме на опушке, где жили мои родители, там теперь свили гнездо красные. Мы лесные братья, мы братья-эстонцы, у нас нет ни цента денег и мы должны жить в лесу, чтобы не служить тиблам.»

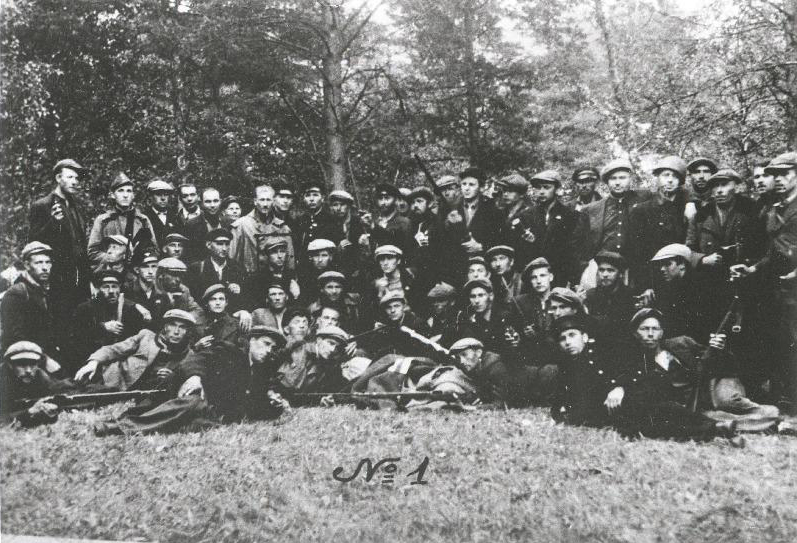
Эстонские «лесные братья»,
1945–1950-е годы

К 25 ноября 1944 года территория Эстонии была полностью занята Красной армией. С осени 1944 года на нелегальное положение перешли тысячи эстонских солдат и офицеров вермахта, полицейских и пограничных батальонов, ополченцев отрядов «Самообороны» («Omakaitse»), а также 20-й гренадерской дивизии войск СС. Вместе с ними скрывались бывшие служащие оккупационной администрации и лица, уклоняющиеся от призыва в Красную армию. Вооружены они были в основном германскими образцами стрелкового оружия. Их обмундирование сочетало форму эстонской армии, вермахта, войск СС и гражданскую одежду.
Постепенно сложилось антисоветское партизанское движение («лесные братья» — «metsavennad»). Однако до весны 1945 года «лесные братья» не предпринимали сколько-нибудь заметных акций. Отряды эстонских «лесных братьев» по своей численности представляли группы по 5—10 человек, с которыми были связаны по несколько десятков «пособников» из числа местного населения.
Тем не менее советское военное командование и правительство Эстонской ССР сосредоточили для борьбы с антисоветским подпольем значительные силы. На Эстонию распространяла свои действия 5-я стрелковая дивизия внутренних войск НКВД под командованием генерал-майора Петра Алексеевича Леонтьева, расквартированная в Латвии. Также были сформированы эстонские истребительные батальоны (всего около 5300 человек).
С марта 1945 года «лесные братья» начали предпринимать налеты на волостные исполкомы, сельские кооперативные лавки, а также на места временного содержания арестованных с целью их освобождения. Участились убийства членов советско-партийного актива, сельских уполномоченных, бойцов эстонских истребительных батальонов, милиционеров и других лиц, оказывавших помощь органам Советской власти. «Лесные братья» обстреливали военные автоколонны и совершали нападения на воинские патрули. До сентября 1945 года органы НКВД зафиксировали 155 подобных террористических акций.
В мае 1945 года, получив ходатайство председателя СНК Эстонской ССР Арнольда Веймера о выселении семей «изменников Родины, участников бандформирований, предателей и другого враждебного элемента», органы НКВД выслали из Таллина на спецпоселение в восточные регионы СССР 400 человек.
По оперативным данным НКВД, в 1945 году в Эстонии насчитывалось 50 отрядов «лесных братьев». В то же время войсками НКВД и эстонскими истребительными батальонами были уничтожены 17 отрядов, убито 432 эстонских повстанца, взято в плен 584 человека и арестовано 449 пособников. При этом погибли 56 милиционеров, солдат и офицеров войск НКВД, 86 бойцов истребительных отрядов и 141 член советско-партийного актива.
В целом, эстонское антисоветское движение было самым слабым среди прибалтийских республик. В начале 1946 года оно достигло максимальной численности в 14 000—15 000 активных участников и около 3000 помогающих партизанам мирных жителей. В 1945—1953 годах эстонским партизанам удалось уничтожить 1000 и ранить 878 советских военнослужащих, сотрудников МГБ и партийных активистов. По другим данным, за 1940—1950 годы эстонские националистические формирования совершили 3426 нападений на военные и мирные объекты. От их нападений и в борьбе с ними погибли 5155 советских активистов, 533 военнослужащих внутренних войск (784 ранены) и 42 военнослужащих Красной (Советской) армии (94 ранены), не считая милиционеров и пограничников. И до того малочисленное движение пошло на спад в 1953 году, однако последний «лесной брат» Аугуст Саббе погиб в стычке с сотрудником КГБ и инспектором милиции 27 сентября 1978 года.
Согласно советским данным, в Эстонии в период с 1946 по 1956 годы «лесными братьями» был убит 891 человек, в том числе 447 активистов советских и партийных органов и крестьян, получивших землю в результате проведённой советской властью земельной реформы, а также членов их семей, 295 бойцов истребительных батальонов, 52 сотрудника правоохранительных органов и 47 военнослужащих. 

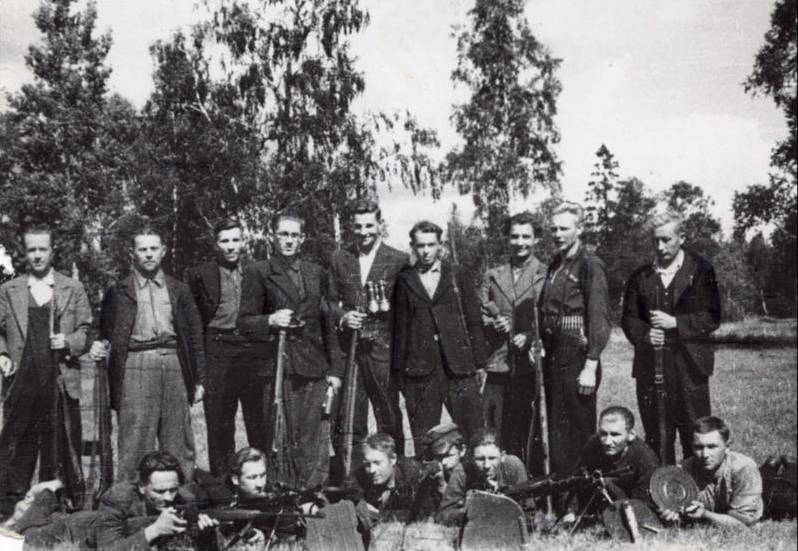
Группа эстонских «лесных братьев», лето 1941 года
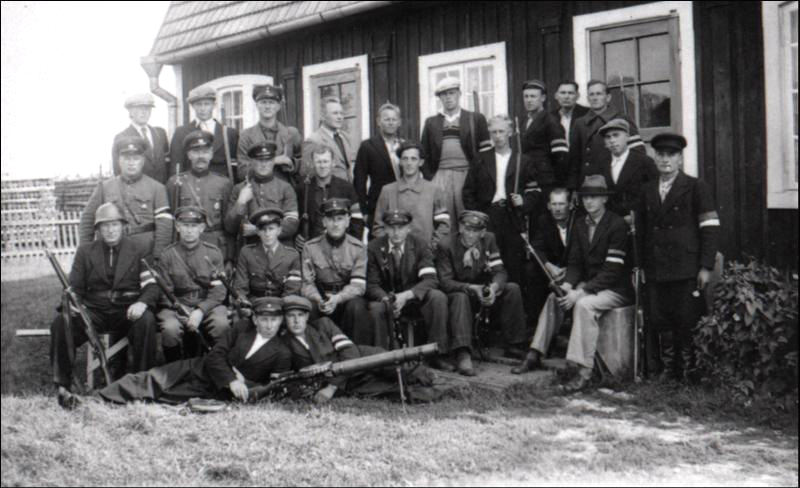
Отряд «Самообороны» волости Мынисте в день формирования, 1 августа 1941 года
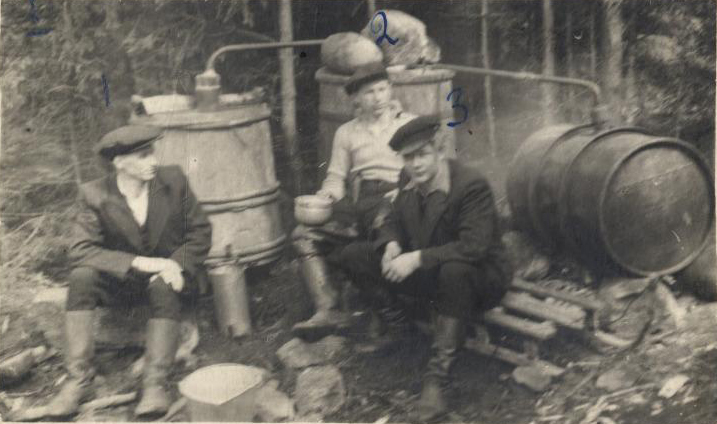
«Лесные братья» возле самогонного аппарата, 1950 год
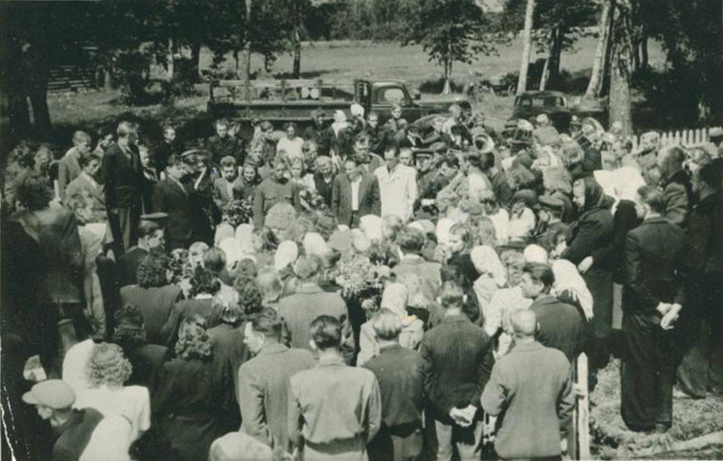
Похороны Николая Луми, парторга волости Кыллесте уезда Вырумаа. Убит «лесными братьями» 9 июня 1948 года вместе с женой и ребёнком

### Новые западные районы Псковской области РСФСР
В 1944—1945 годах в состав РСФСР были переданы часть территории Эстонской ССР (Печорский район) и Латвийской ССР (Качановский и Пыталовский районы). Антисоветское движение в новых западных районах Псковской области во второй половине 1940-х годов имело следующие особенности:
- в составе формирований были мужчины в возрасте от 18 до 50 лет, причём среди них было много молодых людей;
- участвовали женщины — родственницы «активных бандитов» (сестры, жены, дочери). Они были не только «бандпособницами», но и исполнительницами вооружённых акций;
- принадлежность к «лесным братьям» строилась по родственному признаку;
- многие очаги сопротивления образовывались после того, как человек, возвращался из Германии (или дезертировавший) в родную деревню или на хутор, откуда уходил в лес и «склонял к активной вооружённой борьбе и грабежам» своих родственников и знакомых;
- некоторые формирования были оставлены немцами или перешли из соседних Латвии и Эстонии;
- наличие значительного числа «бандпособников» из числа местного населения, которые помогали вооружённым бандам, снабжали их членов и главарей информацией о передвижениях сотрудников советских правоохранительных органов, размещении войсковых соединений, деятельности местных жителей и активистов и о подвозе продуктов в советские магазины.

В мае — июне 1950 года была проведена депортация «лесных братьев» и членов их семей из этих районов в Красноярский край. Всего было депортировано около полутора тысяч человек.

## Лесные братья в современной Прибалтике

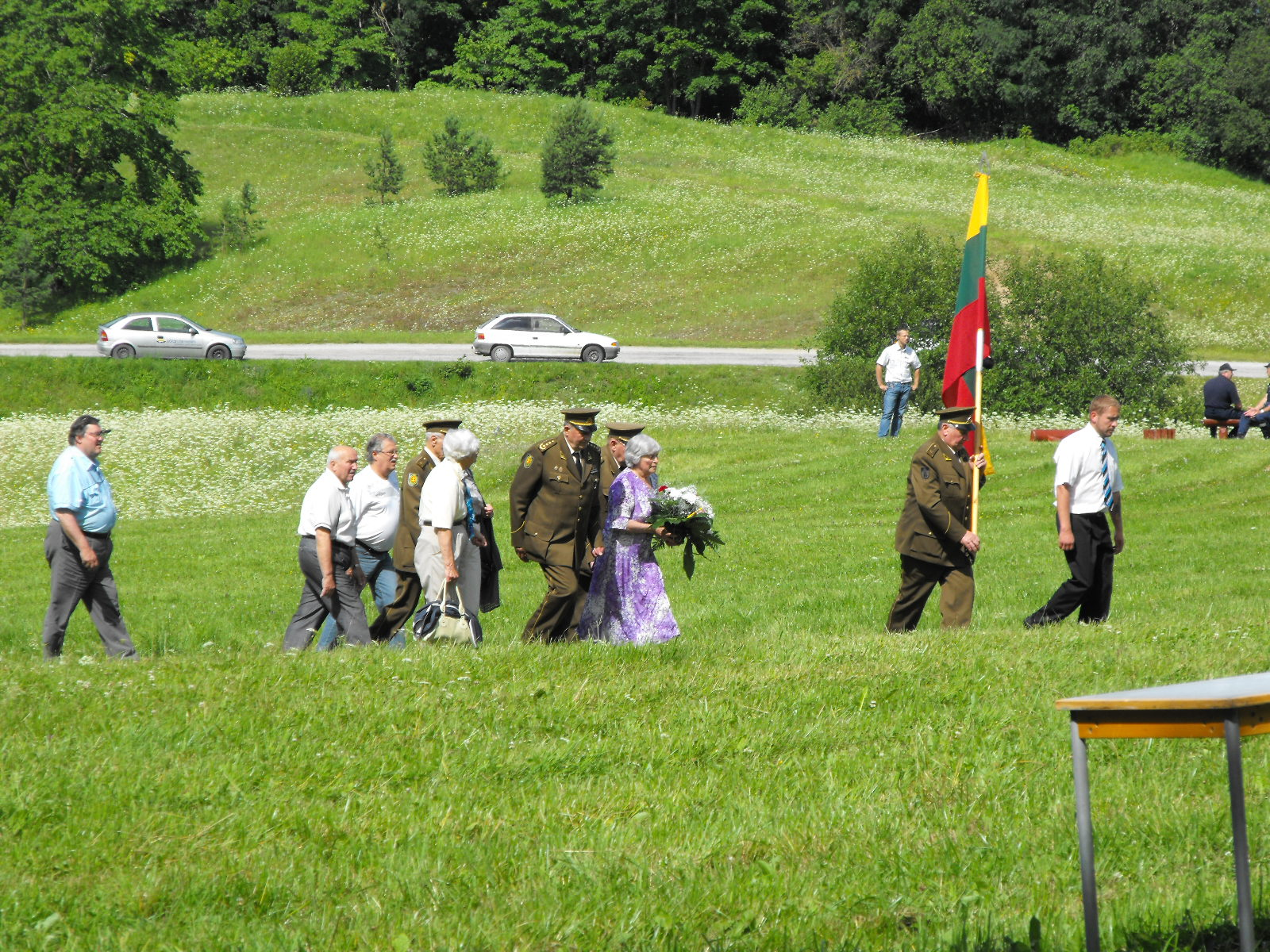
Литовские «лесные братья» на встрече у мемориала на Синимяэских высотах, 2009 год

В ходе распада СССР прибалтийские республики восстановили свою независимость. Их власти рассматривают «лесных братьев» как борцов за независимость.
В Литве были приняты законы «О правовом статусе лиц, пострадавших в результате оккупаций 1939—1990 гг.» от 30 июня 1997 года, «О признании правового статуса участников сопротивления оккупациям 1940—1990 гг. и приравнивании воинских званий и наград воинов-добровольцев» от 3 июля 1997 года, «О государственной помощи участникам вооружённого сопротивления (резистенции)» от 25 ноября 1997 года, «О восстановлении прав лиц, репрессированных за сопротивление оккупационным режимам» от 12 марта 1998 года, «Об оказываемой государством поддержке семьям погибших участников сопротивления оккупациям 1940—1990 годов» от 6 мая 1998 года. По состоянию на 2007 год в Литве официальный статус лиц, «пострадавших в результате оккупаций 1939—1990 гг.» получили 78 497 человек, статус «воинов-добровольцев» — 11 688 человек и статус «борцов за свободу» — 4189 человек.
Кроме того, суды прибалтийских стран осудили в уголовном порядке нескольких работников советских спецслужб, причастных к ликвидации «лесных братьев». В частности, в мае 2010 года литовский суд приговорил к 7 годам лишения свободы М. Булатова за убийство «лесного брата» в начале 1950-х годов.
После распада Советского Союза в Эстонии установили несколько памятников, посвящённых движению «лесных братьев» и отдельным павшим эстонским «лесным братьям». В 2019 году в Эстонском военном музее была создана рабочая должность для изучения движения «лесных братьев».

### Увековечение памяти

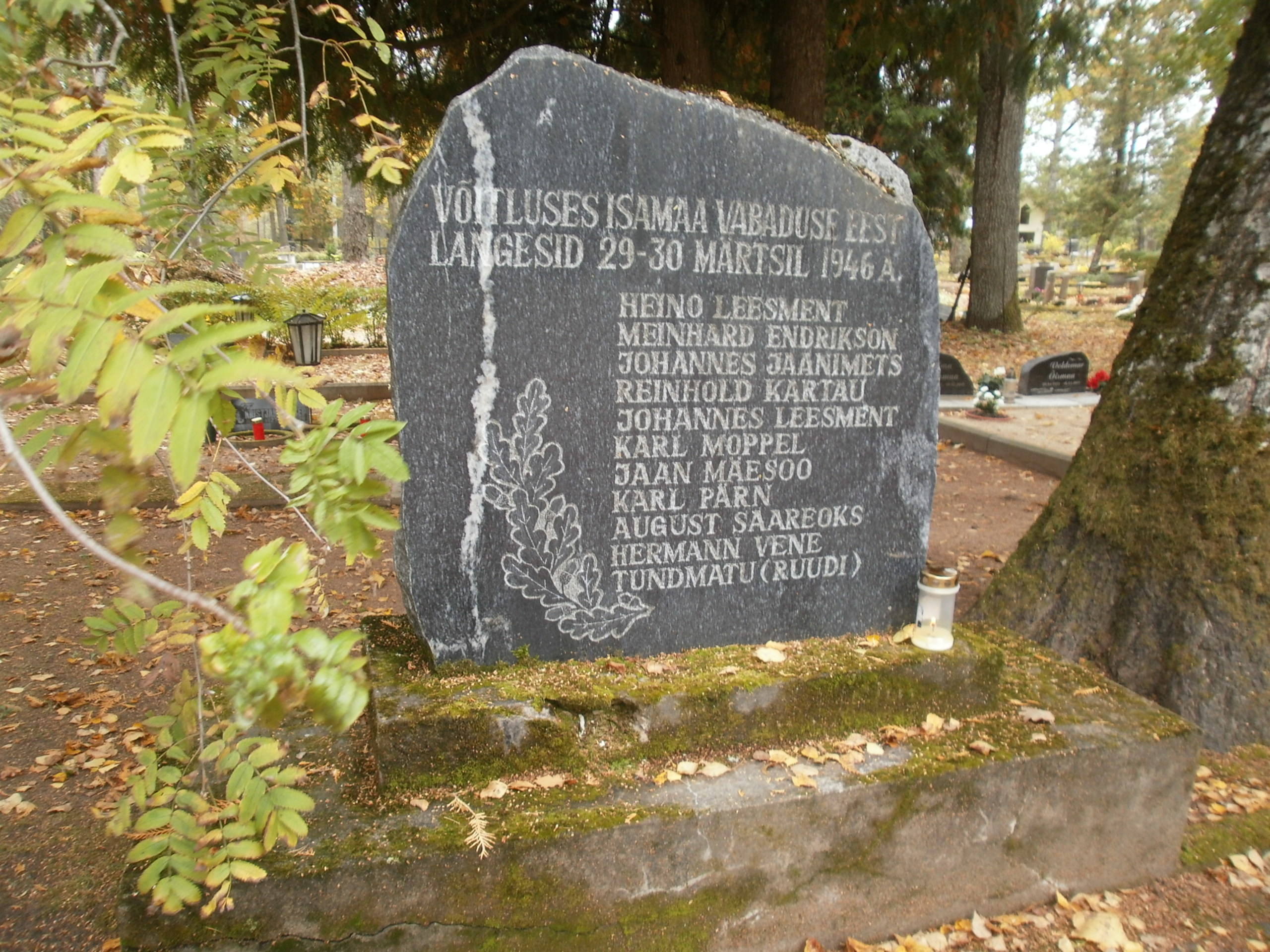
Памятник «лесным братьям», погибшим в 1946 году, на кладбище Саарде
Памятник «лесным братьям» и их сторонникам в Мынисте, Эстония
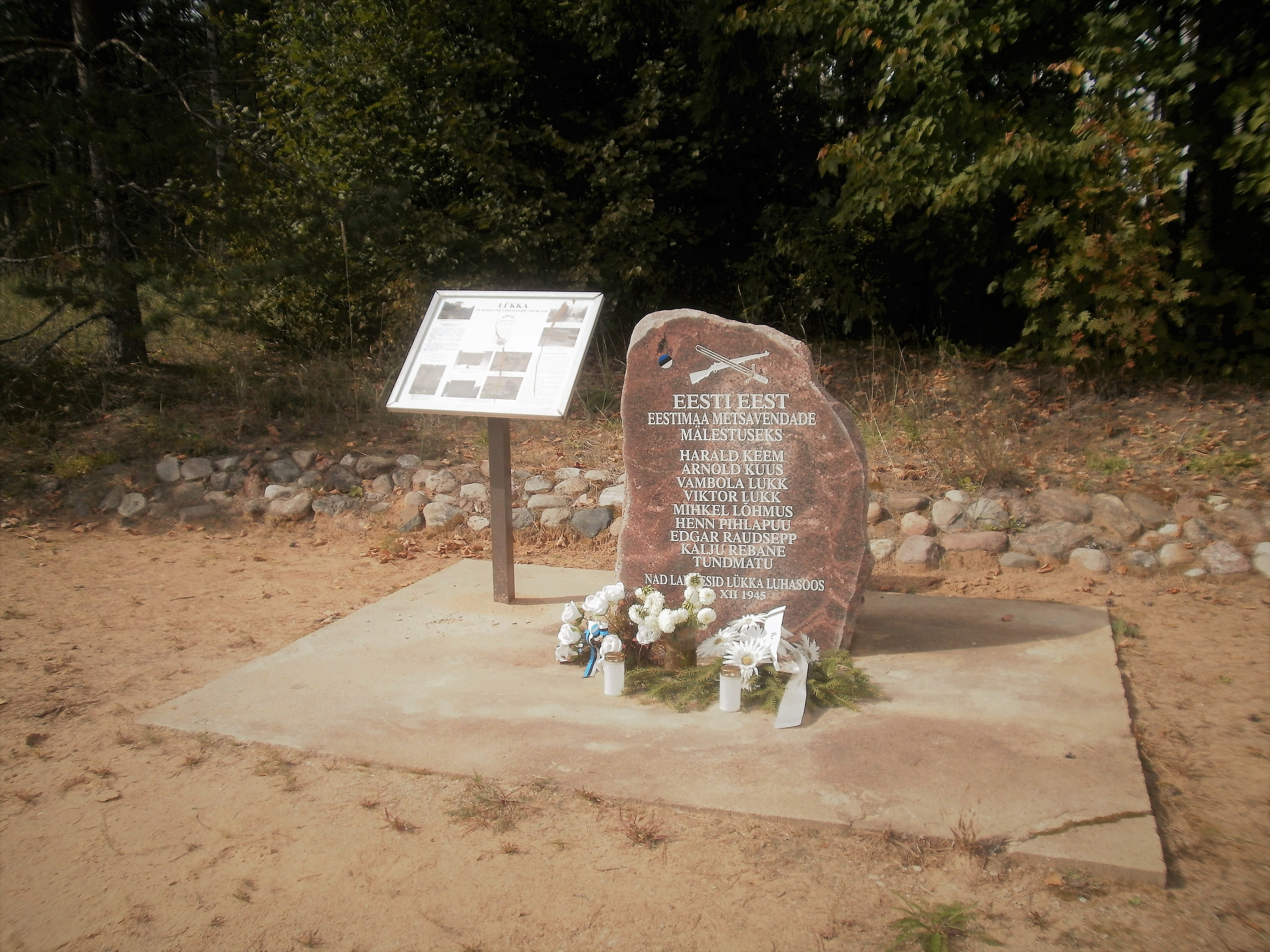
Памятник «лесным братьям» в уезде Вырумаа, Эстония
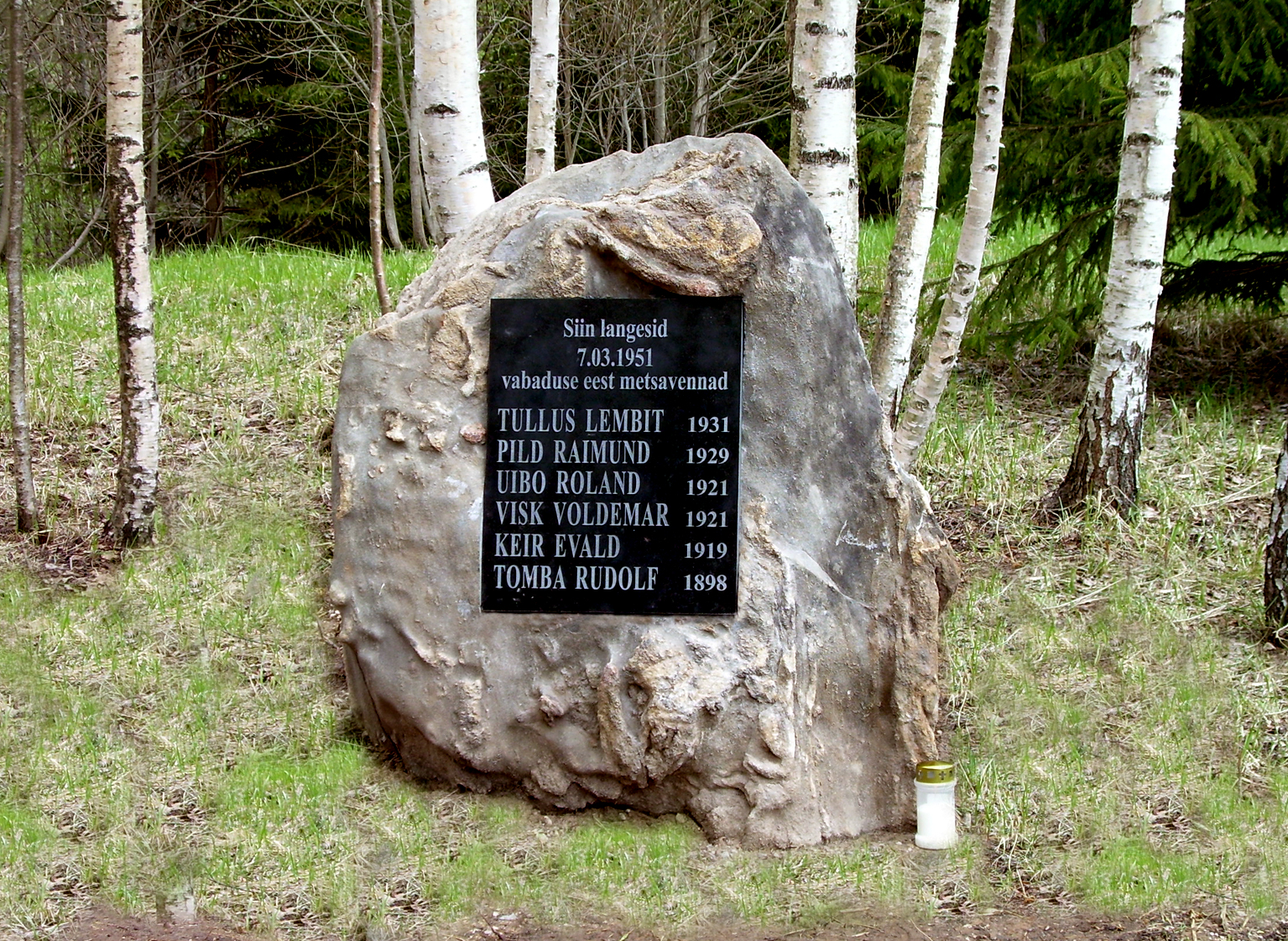
Памятник «лесным братьям» в волости Рыуге, Эстония
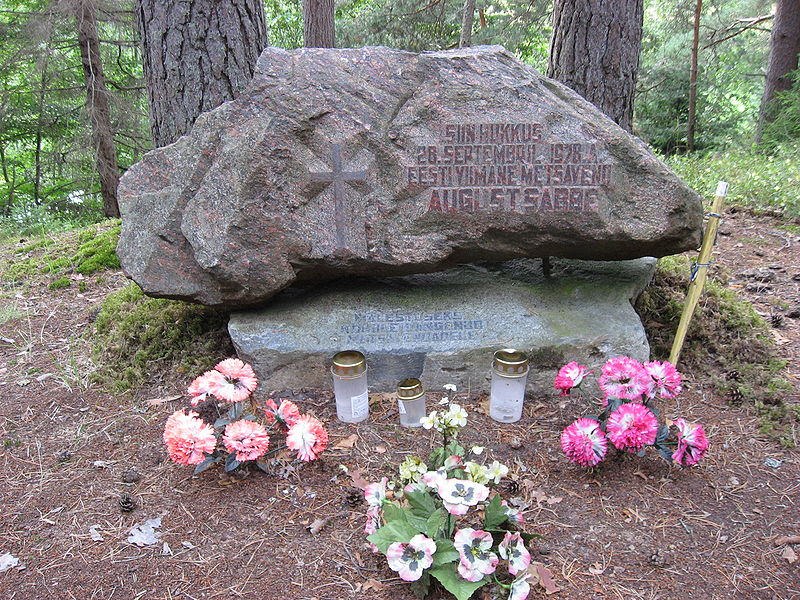
Памятник на месте гибели последнего эстонского «лесного брата» Аугуста Саббе

## В культуре

### В документалистике
- д/ф «Мы жили в Эстонии» — 1996, MONOfilm, реж. Андрес Сёэт.
- д/ф «Война после войны» — 2002, Эстония, реж. Пеэтер Симм.
- д/ф «Лесные братья»[45] — 2004, Канал Россия, реж. Лилия Вьюгина.
- д/ф «Несломленые» — 2004, Латвия, реж. Райтс Валтерс.
- д/ф «Лесные братья» — 2004, Эстония, реж. Пекка Лехто.
- д/ф «Один на один» — 2004, Daumanto studija, Литва, реж. Йонас Вайткус.
- д/ф «Горячая холодная война — группа Хаука» — 2004, Ruut Pictures, реж. Рене Вилбре.
- д/ф «Косуля» — 2005, Литва, реж. Юозас Саболюс.
- д/ф «Позывной — Одиночка» — 2014, Латвия, реж. Нормунд Пуч.
- д/ф «Лесные братья — партизаны бункера Иле» — 2014, Германия, реж. Петр Гримм.
- д/ф «Сестры леса» — 2016, Латвия.
- д/ф «Forest Brothers — Fight for the Baltics» — 2017, Латвия, Литва.

### В художественном кино
- Х/ф «Незваные гости» — 1959, Таллинфильм, реж. Игорь Ельцов.
- Х/ф «Оглянись в пути» — 1963, Таллинфильм, реж. Кальё Кийск.
- Х/ф «Рождение легенды» — 1963, Канада, реж. Эвалд Мяги.
- Х/ф «Лестница в небо» — 1966, Литовская киностудия, реж. Раймондас Вабалас.
- Х/ф «Тени старого замка» — 1966, Таллинфильм, реж. Мария Муат, по повести Арнольда Негго «Остров великанов».
- Х/ф «Никто не хотел умирать» — 1966, Литовская киностудия, реж. Витаутас Жалакявичюс.
- Х/ф «Когда дождь и ветер стучат в окно» — 1967, Рижская киностудия, реж. Алоиз Бренч.
- Х/ф «Мальчишки острова Ливов» — 1969, Рижская киностудия, реж. Эрик Лацис, Янис Стрейч (по мотивам одноимённого романа Лаймониса Вацземниекса).
- Х/ф «Мужское лето» — 1970, Литовская киностудия, реж. Марионас Гедрис.
- Х/ф «Возвращение к жизни (фильм, 1972)» — 1972, Мосфильм, реж. Владимир Басов.
- Х/ф «Гнездо на ветру» — 1979, Таллинфильм, реж. Олав Нейланд.
- Х/ф «Лесные фиалки» — 1980, Таллинфильм, реж. Кальё Кийск.
- Х/ф «Долгая дорога в дюнах» — 1980, Рижская киностудия, реж. Алоиз Бренч.
- Х/ф «Фронт в отчем доме» — 1984, Рижская киностудия, реж. Эрикc Лацис.
- Х/ф «Государственная граница. Солёный ветер» — 1988, Беларусьфильм, реж. Геннадий Иванов.
- Х/ф «Эти старые письма любви» — 1992, Эстония, реж. Мати Полдре.
- Х/ф «СМЕРШ: Легенда для предателя» — 2011, DIXI Медиа, телесериал.
- Х/ф «Холодное танго» — 2017, Россия, «Слон», реж. Павел Чухрай.
- Х/ф «Гора сов[англ.]» — 2018, Литва, реж. Аудрюс Юзенас.

### В театре
- «Заложник» — моноспектакль, реж. Александра Кругляк, по повести Феликса Розинера «Лиловый дым».
- «Межайнис» (Лесовой) — реж. Янис Балодис и Валтерс Силис, о жизни последнего лесного брата.